# Джон Мейъл
Джон Мейъл (на английски: John Brumwell Mayall) е английски блус певец, китарист, кийбордист и автор на песни. Кариерата му продържава вече повече от 50 години.
През 1960-те години основава „Джон Мейол и Блусбрейкърс“, в чиито състав влизат някои от най-нашумелите имена в блуса и блус рока. Това са Ерик Клептън, Питър Грийн, Джак Брус, Джон Маквай, Мик Флитуд, Мик Тейлър, Дон Херис – Шугъркейн, Харви Мендъл, Лари Тейлър, Айнсли Дънбар, Хюи Флинт, Джон Хайсман, Дик Хекстол-Смит, Анди Фрейзър, Джони Олмънд, Уолтър Траут, Коко Монтоя и Бъди Уитингтън.
Първата дългосвиреща плоча на Джон Мейъл е концертен запис, който излиза през 1965 г. В следващите 5 десетилетия са издадени повече от 50 албума, последният The Sun is Shining Down от 2022 г.